# Natančno branje
Natančno branje je pozorno, poglobljeno branje teksta, osredotočeno na jezik in slog, za razliko od običajnega branja, ki mu je cilj razumevanje teksta. Natančnega bralca zanima način, kako je besedilo sestavljeno, in avtorjev namen. Gre za prevod izraza close reading iz novokritiške literarnovedne metodologije.

## Podobni izrazi
Natančno branje lahko označuje tudi počasno branje, ki je nasprotje hitremu branju, pri katerem bralec pospeši in izpušča določene besede, ne da bi pri tem škodil razumevanju. Opozicija natančnemu branju je tudi oddaljeno branje (distant reading)  ali merljivo branje (scalable reading), ki označuje interpretativno obvladovanje velikih besedilnih korpusov oz. preštevnih elementov posameznega besedila, kot ga omogoča računalnik.

## Zgledi
- Jacques Derrida je v eseju Ulysses Gramophone osemdeset strani namenil interpretacije besede yes v Joyceovem romanu Ulikses, kar je ena najradikalnejših uporab tehnike natančnega branja.
- Marijan Kramberger je v knjigi Visoška kronika (357 str.) iz leta 1964 večkrat presegel dolžino Tavčarjevega romana Visoška kronika iz leta 1919, ki ga je interpretiral.